# 악의 (장군)

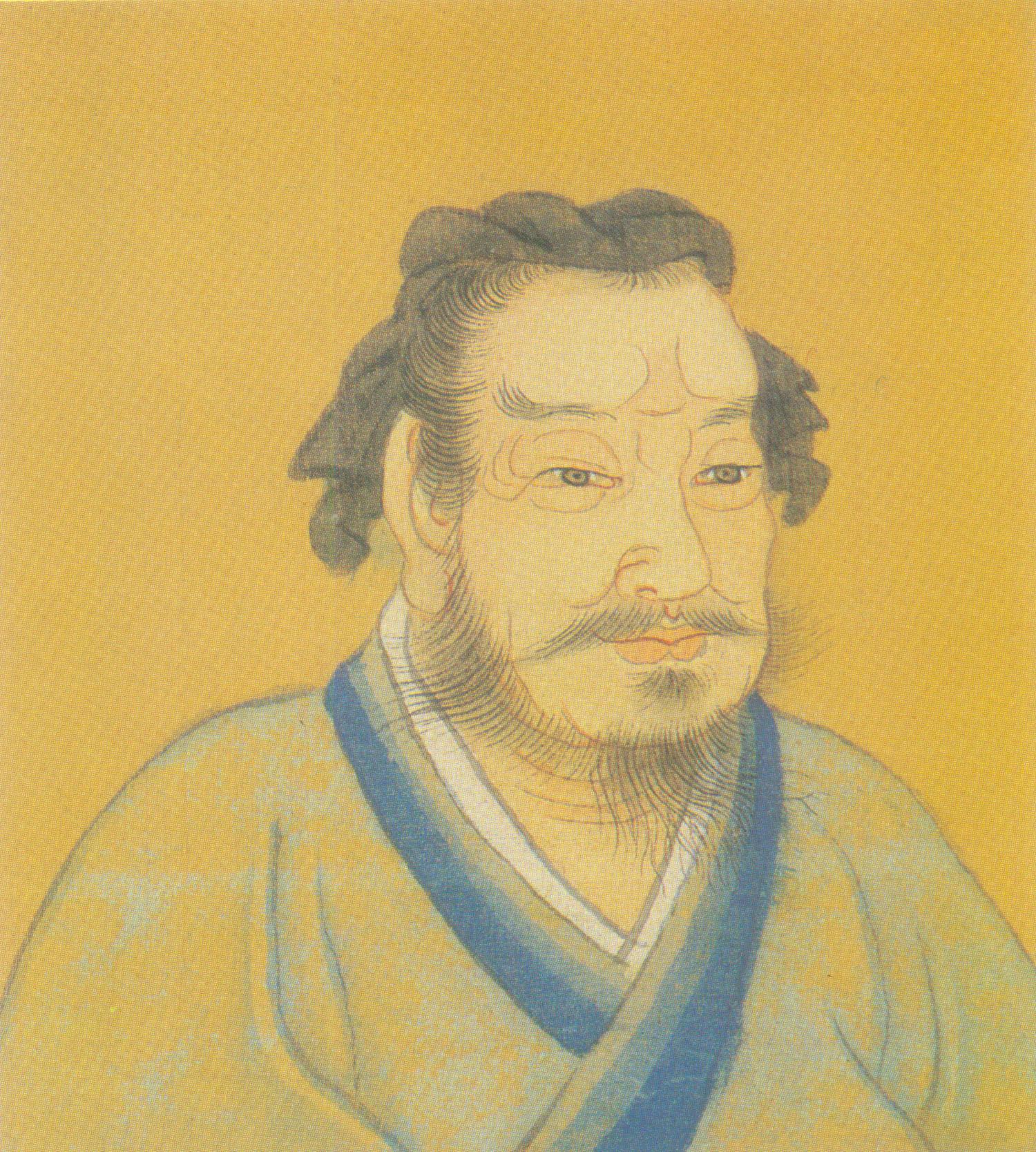
악의

악의(樂毅, ?~?)는 중국 전국시대 연나라(燕)의 장군이다.
전국시대의 대표적인 명장 중 한 사람으로 손꼽히는 인물로, 연 소왕(昭王)을 도와 조나라(趙) · 초나라(楚) · 한나라(韓) · 위나라(魏) 연합군을 이끌고 제나라(齊)를 징벌하여 거와 즉묵을 제외한 70여성을 함락시켜 제나라를 멸망 직전에 달하게 하였다. 그러나 제나라 측의 이간책으로 실각하자 조나라로 망명하여 그곳에서 말년을 보냈다.
제나라를 정벌한 공으로 인하여 연나라로부터는 창국군(昌國君)의 칭호를 받았고, 조나라에 망명한 후에는 망제군(望諸君)의 칭호를 받았다.

## 생애

### 조나라에서
악의의 선조는 위나라(魏)의 명장 악양(樂羊)이다. 악양은 기원전 408년, 위 문후(文侯) 때에 장군이 되어 중산(中山)을 정복하였으며 그 공로로 영수(靈壽)에 봉해졌고 이후 그 후손인 악씨 가문 또한 영수에 거주하였다. 때문에 악의 또한 본래는 영수에 거주했던 것으로 여겨진다.
악의는 현명하고 병법을 좋아했기 때문에 조나라(趙)에 등용되어 벼슬을 지냈다. 이후 기원전 316년, 연나라(燕)가 상국 자지(子之)의 반란으로 혼란에 처하자 제나라(齊)가 연나라를 공격하였다. 당시 조나라의 왕이었던 조 무령왕은 제나라를 공격하여 연나라를 구원하고자 하였다. 그러자 악의는 이에 반대하며 지금 별다른 이유없이 제나라를 공격하면 불필요한 원한만 사게 될 뿐이니 그 대신에 제나라가 연나라로부터 빼앗은 땅을 조나라의 하동(河東) 땅과 교환하여 제나라와 연나라 양측과의 우호를 유지할 것을 권하였다. 무령왕은 악의의 견해를 따랐다.
이후 무령왕은 아들인 조 혜문왕에게 왕위를 물려주고 그 자신은 병권을 장악한채 주보(主父)라 칭하였다. 그러나 기원전 295년, 사구(沙丘)에서 정변이 일어나 혜문왕이 무령왕을 죽이고 말았다. 이에 악양은 조나라를 떠나 위나라로 들어갔고, 이후로 위 소왕(昭王)을 위해 일하였다.

### 연나라에서
한편 연나라에서는 상국 자지의 반란으로 나라가 혼란해진 와중에 제나라의 침공을 당하여 연왕 쾌(噲)가 자결하고 태자 평(平) 마저 죽는 등 막대한 피해를 입었다. 이로부터 2년 후인 기원전 312년, 연왕 쾌의 아들인 연 소왕이 즉위하였다. 연 소왕은 제나라에 복수를 하고 싶었으나 작고 약한 연나라의 국력으로는 뜻을 이루기 어려웠다. 이에 연 소왕이 신하인 곽외(郭隗)의 계책에 따라 그를 스승으로 모시고 예우하며 유능한 인재를 불러모으고자 했다.
이 무렵에 위나라에서 벼슬을 하던 악의는 일부러 연나라에 사신으로 갔는데, 그 곳에서 연 소왕으로부터 후한 예우를 받았다. 악의는 처음에는 이를 사양하였으나 결국은 연 소왕에게 몸을 맡기고 그의 신하가 될 것을 약속했다. 이에 연 소왕은 악의를 등용하여 빈객으로 맞아들였으며 대신들과의 상의도 거치치 않고 아경(亞卿)으로 삼는 등 파격적인 대우를 베풀었다.

### 연합군 결성
당시 제나라의 군주였던 제 민왕(湣王)은 기원전 286년에는 송나라(宋)를 공격하여 멸망시켰고 급기야는 주나라(周)까지 멸하려 하였으며, 또한 진나라(秦)와 더불어 "제(帝)"의 칭호를 놓고 패권을 경쟁하는 등 강성한 세력을 누리고 있었다. 그러나 그는 점차 교만해져서 백성들이 견디지 못할 지경이 되었다.
이 소식을 들은 연 소왕은 악의와 더불어 제나라 정벌을 의논하였다. 그러자 악의는 연나라의 힘만으로는 제나라를 공격하기 어려우니, 조나라 · 초나라 · 위나라 등과 연합해야 한다고 주장했다. 이후 악의는 연 소왕의 명을 받들어 직접 조 혜문왕을 찾아가 맹약을 맺었으며, 초나라와 위나라에도 따로 사람을 보내서 연합을 맺도록 하였고, 마지막으로 진나라에도 함께 제나라를 토벌하도록 설득하였다. 제 민왕의 교만함과 포악함을 증오하던 제후국들은 연나라와 손을 잡고 제나라를 치기로 약속했다.
악의가 연나라로 돌아와서 성과를 보고하자 연 소왕은 악의를 연나라의 상장군(上將軍)으로 임명하였고, 조 혜문왕은 악의를 조나라의 상국(相國)으로 임명하였다. 그리고 기원전 285년,  악의는 조나라 · 진나라 · 한나라 · 위나라 · 연나라의 연합군을 거느리고 제나라를 공격하여 영구(靈丘)를 빼앗았다.

### 제나라 정벌
기원전 284년, 이때에 이르러 연나라는 부유해졌으며 군사들 또한 사기가 올라 있었다. 연나라의 상장군이 된 악의는 조나라 · 초나라 · 한나라 · 위나라 · 연나라 등의 연합군을 거느리고 제나라를 공격하였으며, 제수(濟水) 서쪽에서 제나라 군대를 크게 격파하였다. 이후 다른 제후국들은 철수하였으나 악의는 연나라 군대를 거느리고 패주하는 제나라 군대를 계속 추격하여 마침내 제나라의 수도인 임치(臨菑)에 도달했다.
악의는 임치를 공격하여 함락시키고는 보물과 제기를 약탈하여 연나라로 보냈으며, 제나라의 궁실과 종묘를 불태워버렸다. 연 소왕은 크게 기뻐하며 친히 제수로 가서 연나라 군대를 위로하고 상을 내리며 잔치를 베풀었고, 악의를 창국(昌國)에 봉하여 창국군(昌國君)으로 불렀다. 또한 제나라에서 약탈한 물자를 모두 연나라로 옮기고는 악의를 남겨두어 제나라의 남은 성들을 평정하도록 하였다.
한편 악의에게 크게 패한 제 민왕은 소국인 위나라(衛)로 달아났다. 위나라의 군(君)은 제 민왕에게 자신의 궁을 넘겨주고 신하라 칭하며 극진히 예우했으나, 제 민왕은 불손한 성격을 고치지 못한 탓에 분노한 위나라 사람들에게 공격당해 쫓겨났다. 이에 제 민왕은 또다른 소국인 추나라(鄒) · 노나라(魯)로 달아났으나 그 곳에서도 교만한 성격을 고치지 않아서 또다시 쫓겨나 거(莒)로 달아났다. 이때 초나라에서 요치(淖齒)를 보내 제 민왕을 구원하게 하였다. 제 민왕은 요치를 제나라의 재상으로 삼았으나, 요치는 결국 제 민왕을 죽여버리고 제나라로부터 약탈한 땅과 기물을 연나라와 나누었다.
이후 악의는 5년 동안 제나라를 공격하여 제나라의 70여 성을 빼앗아 연나라의 군현으로 삼고는 거(莒)와 즉묵(卽墨)의 2성 만을 남겨두게 되었다. 또한 기원전 282년에는 조나라의 군대를 거느리고 위나라(魏)의 백양(伯陽)을 공격하였다.

### 조나라 망명
기원전 279년, 연 소왕이 죽고 그 아들인 연 혜왕이 즉위했다. 이때 즉묵(卽墨)을 지키고 있었던 제나라의 장군 전단(田單)은 일부러 "악의가 아직도 즉묵을 함락시키지 않은 것은 사실 제나라의 왕이 되려 하기 때문이다. 제나라 사람들이 두려워 하는 것은 다른 장수가 와서 즉묵을 무너뜨리는 것 뿐이다."라는 소문을 퍼뜨렸다.
연 혜왕은 본래 태자 시절부터 악의와 사이가 나빴기 때문에 악의에게 의심을 품었다. 때문에 악의를 본국으로 소환하고 대신 기겁(騎劫)을 상장군으로 임명하였다. 악의는 연 혜왕에게 죽임을 당할까 두려워서 조나라로 망명하였다. 조나라에서는 악의를 관진(觀津)에 봉하였으며 망제군(望諸君)의 칭호를 주었다. 한편 악의 대신 연나라의 상장군이 된 기겁은 전단에게 참패하였고, 이후 제나라는 반격에 나서 연나라에게 잃어버렸던 70개 성을 모두 회복하였다.

### 말년과 죽음
연 혜왕은 제나라로부터 참패를 당한 후 악의를 실각시킨 것을 크게 후회하였으며, 또한 악의가 자신에게 보복할까 두려워하였다. 때문에 연 혜왕은 악의에게 사람을 보내 사죄하는 한편, "장군은 선왕의 은혜를 입은 몸으로 과인을 오해하여 연나라를 버리고 조나라에 귀순하였으니, 선왕의 은혜를 어찌 갚으려 하는가?"라 말하였다.
그러자 악의 또한 연 혜왕에게 서신을 보내 "화를 당하지 않고 공을 세워 선왕의 뜻을 밝히는 것이 신(臣)의 가장 큰 소망이고, 치욕과 비방을 당해 선왕의 명성을 추락시키는 것이 신(臣)의 가장 큰 두려움입니다. 예측하지 못한 죄를 당했는데 요행을 바라는 것은 의리상 감히 할 수 없습니다. 듣건대, 군자는 친구와 절교할 때 그의 악담을 늘어놓지 않으며, 충신이 떠날 때는 그 임금의 이름을 더럽히지 않는다고 합니다. 신이 비록 우둔하나 자주 군자들에게 들은 바가 있습니다. 임금을 가까이 모시고 있는 친한 좌우 대신들의 말만 듣고 소원한 사람의 행동을 살피지 못할까 염려되어 감히 서신으로 답하오니 임금께서는 유념하시기를 바랍니다."라 답하였다. 이 서신을 이른바 《보연왕서》라 한다.
그러자 연 혜왕은 악의 아들인 악간(樂間)을 창국군(昌國君)으로 삼았고, 악의는 다시 연나라를 오가게 되었다. 이후 악의는 연나라와 조나라 양국에서 객경을 지내다가 결국 조나라에서 죽었다. 그가 죽은 시기는 정확히 알 수 없다.